# 蒙托克
蒙托克（/ˈmɒntɔːk/ MON-tawk；或譯蒙淘克）是一個位在美國紐約州長島南岸東端的小村庄與人口普查指定地區（CDP）。行政上，蒙托克是蘇福克郡東漢普頓鎮（Town of East Hampton, NY）的一部份。根據2010年的普查，此地有3,326名居民。
由於蒙托克所在的南叉半島（South Fork）是長島最東端的突出點，以往美國陸海空軍與海岸防衛隊都曾在此地駐紮。位在蒙托克最東端的蒙托克角燈塔（Montauk Point Light）是紐約州最早設置、也是全美歷史第四悠久的燈塔。